# Померон
Померон у фізиці є траєкторією Редже, набором квазічастинок зі зростаючим кутовим моментом, існування яких було постульовано у 1961 році, щоб описати повільне зростання поперечного перерізу у зіткненнях адронів за великих енергій. Назву отримав на честь Ісака Померанчука.

## Огляд
У той час як інші траєкторії в теорії Редже приводять до зменшення поперечних перерізів, померон може приводити до логарифмічного зростання поперечних перерізів, величина яких, згідно з експериментами, є практично незмінною. Означення померона і передбачення його властивостей були основним успіхом теорії Редже для феноменології сильної взаємодії. Пізніше БФКЛ-померон (описується рівнянням Балицького — Фадіна — Кураєва — Ліпатова) було виведено для випадку іншого кінетичного режиму із теорії збурень для квантової хромодинаміки (QCD), проте його зв'язок із помероном, який спостерігають у м'яких процесах розсіяння (англ. soft high energy scattering) досі не до кінця зрозумілий.
Одним із наслідків гіпотези про існування померона є те, що за достатньо великих енергій поперечні перерізи протон-протонного розсіяння і протон-антипротонного розсіяння мають бути однаковими. Це передбачення обґрунтував Ісак Померанчук за допомогою аналітичного продовження для кутового моменту, припускаючи, що поперечний переріз не спадає. Власне померон був запропонований і інкорпорований в теорію Редже радянським фізиком Володимиром Грибовим. Джефрі Чю (Geoffrey Chew) та Стівен Фраучі (Steven Frautschi) поширили гіпотезу про померон у західних наукових колах.
Гіпотезу про померон було добре сприйнято у 60-х, незважаючи на те, що наявні дані про поперечні перерізи для протон-протонного і протон-антипротонного розсіювання показували, що ці перерізи не є однаковими. До 90-х років існування померона і деяких його властивостей було експериментально встановлено у Fermilab (США) і DESY (Німеччина).
Померон не несе зарядів. Відсутність електричного заряду означає, що обмін помероном не призводить до звичного випромінювання Черенкова, тоді як відсутність колірного заряду означає, що у таких подіях не випромінюються піони.
Це відповідає спостереженням у експериментах. У протон-протонних і протон-антипротонних зіткненнях для високих енергій, в яких, як очікується, відбувається обмін померонами, спостерігається велика кутова область (rapidity gap), в якій не детектуються вихідні частинки.

## Одерон
Одерон — гіпотетична частинка, двійник померона, що має від'ємну С-парність. Її запропонували Лешек Лукашук і Басараб Ніколеску в 1973 році.

## Теорія струн
На початках фізики елементарних частинок «померонний сектор» був тим, що тепер називається «сектор закритої струни», те, що називалося «реджеонівський сектор» зараз є «теорію відкритих струн».

## Померон у проблемі опису експерименту
Як вже зазначалося, померон є одним із об'єктів теорії Редже (реджистики), поява якого пов'язана зі спробою опису експериментальних даних.
Для найпростішого випадку обміном одного реджеону
{\displaystyle A(s,t)=\beta (t)\eta (t)s^{\alpha (t)},}
де {\displaystyle A(s,t)\equiv A(i\rightarrow f)} — релятивістська амплітуда розсіяння, {\displaystyle \eta (t)} і {\displaystyle \beta (t)} — сигнатурний фактор і лишок, що містить у собі всі константи і {\displaystyle t}-залежні фактори, відповідно. Сигнатурний множник має такий вигляд
{\displaystyle \eta (t)=-{\frac {1+\xi e^{-i\pi \alpha (t)}}{\sin \pi \alpha (t)}}.}
Для лінійної траєкторії можемо переписати амплітуду в такому вигляді
{\displaystyle A(s,t)={\tilde {\beta }}(0)s^{\alpha (0)}\exp \left[{\frac {B_{0}}{2}}+\alpha '(\ln s-i{\frac {\pi }{2}})\right]t,}
де добуток {\displaystyle \beta (t)\eta (t)} переписано як
{\displaystyle \beta (t)\eta (t)={\tilde {\beta }}(0)\exp \left[{\frac {B_{0}}{2}}+\alpha '(-i{\frac {\pi }{2}})\right]t,}
що випливає із виразу для сигнатурного фактору за визначеною сигнатурою, а також із експериментальних даних, які у виразі представленні у вигляді  множника {\displaystyle \exp(B_{0}t/2)}. Далі, маючи вираз, що пов'язує повний переріз із амплітудою пружного розсіяння без зміни напряму
{\displaystyle A(s,t)={\tilde {\beta }}(0)s^{\alpha (0)}\exp \left[{\frac {B_{0}}{2}}+\alpha '(\ln s-i{\frac {\pi }{2}})\right]t,}
де {\displaystyle s} та {\displaystyle t}- кінематичні змінні (інваріанти Мандельштама), що використовується для опису процесів розсіяння. Із останньої формули за величиною інтерсепту ({\displaystyle \alpha (0)}) можна робити висновки про зростання повного перерізу в асимптотичному випадку великих {\displaystyle s}. Для більшості реджіонів {\displaystyle \alpha (0)\simeq 0,5}, як видно з останнього виразу для амлітуди розсіяння, такий інтерсепт призводить до зменшення повного перерізу із ростом {\displaystyle s}, але експериментально відомо, що при рості {\displaystyle {\sqrt {s}}} повний переріз як функція {\displaystyle {\sqrt {s}}} має плато при величинах {\displaystyle {\sqrt {s}}\sim (10{-}20)GeV^{2}} і росте при збільшенні енергії. З наміром описати відповідні експериментальні значення повного перерізу, який тоді вважався константою, в 60-х роках було запропоновано траєкторію Редже з інтерсептом {\displaystyle \alpha (0)=1}, який врешті-решт назвали помероном і позначають {\displaystyle {\textbf {P}}}. Померон є домінантною траєкторією при пружних і дифракційних процесах, які, як відомо, проходять з обміном вакуумних квантових чисел в {\displaystyle t}-каналі. Якщо померон згідно з початковим припущенням є простим полюсом, то зростання перерізів з енергією, що спостерігається в експериментах, можливе тільки при {\displaystyle \alpha _{\textbf {P}}(0)>1}.
Є декілька припущень щодо розв'язання цієї проблеми. Наприклад, існують такі підходи як унітаризація перерізу розсіяння, в рамках цих підходів існують такі основні моделі: модель простого полюсу із затравочним помероном з інтерсептом більшим за 1 і моделі так званого унітаризованого померона — модель диполя і триполя. Далі зазаначені моделі розглядаються детальніше.

### Модель простого полюсу
У цій моделі в процесі унітаризації використовується померон з {\displaystyle \alpha _{\textbf {P}}(0)>1}. Виконавши всі операції пов'язані із унітаризацією, отримуємо, що {\displaystyle \sigma _{tot}\propto \ln ^{2}s}, в той час як значення інших величин залежать від конкретних моделей. Окрім того деякі моделі, що враховують померон як простий полюс у комплексній площині, з інтерсептом більшим від одиниці, покликані пояснити структуру диференціального перерізу розсіяння, враховуючи розрізи в тій чи іншій формі. Такий померон порушує унітарне обмеження {\displaystyle \sigma _{tot}\leq C\ln ^{2}s}, але твердження, що унітарні поправки важливі тільки при вищих енергіях дають підґрунтя даному підходу.

### Модель диполя
Інший спосіб побудувати амплітуду розглядати померон як двократний полюс (диполь) або максимально дозволений унітарністю трикратний полюс (триполь). Для моделі диполя ріст повного перерізу розсіяння: {\displaystyle \sigma _{tot}\propto \ln s}. Диполь є максимально дозволеною сингулярністю, якщо припустити лінійність траєкторії, що відповідає померону. При нелінійній траєкторії асимптотична поведінка повного перерізу також пропорційна логарифму енергії. Вищезазаначені твердження можна отримати з того, що вираз для парціальної амплітуди приймається в формі (для лінійної і нелінійної траєкторій, відповідно):
{\displaystyle a(\ell ,t)=\eta (\ell ){\frac {\beta (\ell ,t)}{\left[\ell -1-\alpha '_{\textbf {P}}t\right]^{n}}},a(\ell ,t)=\eta (\ell ){\frac {\beta (\ell ,t)}{\left[(\ell -1)^{n}-kt\right]^{m}}},}
далі записуючи в {\displaystyle (s,t)}-представленні, із використанням перетворення Мелліна,
{\displaystyle a(s,t)={\frac {1}{2\pi i}}\int d\ell a(\ell ,t)e^{\xi (\ell -1)},\xi =\ln \left({\frac {s}{s_{0}}}\right),}
де {\displaystyle s_{0}} — константа розмірності енергії. Враховуючи вирази для зв'язку амплітуди з повним перерізом і перерізом пружного розсіяння
{\displaystyle \sigma _{tot}(s)\propto \ln ^{n-1}s,\sigma _{el}(s)\propto {\frac {1}{s^{2}}}\int dt|a(s,t)|^{2}\propto \ln ^{2n-3}s,}
{\displaystyle \sigma _{tot}(s)\propto \ln ^{mn-1}s,\sigma _{el}(s)\propto \ln ^{2mn-2-m}s,}
з урахуванням нерівністі {\displaystyle \sigma _{el}(s)\leq \sigma _{tot}(s)} і унітарного обмеження, для першого випадку — {\displaystyle n\leq 2}, для другого — {\displaystyle mn\leq m+1}, {\displaystyle mn\leq 3}. Тоді для моделі диполя в цих двох випадках {\textstyle n=2} і {\textstyle n=2,m=1}, що і дає ріст повного перерізу як {\displaystyle \ln s}.

### Модель триполя
Модель триполя є максимально можливою сингулярністю {\displaystyle a(\ell ,t)}, що не порушує унітарного обмеження. Для цієї моделі характерним ростом повного перерізу є {\displaystyle \ln ^{2}s}. Для моделі триполя в припущенні, що {\displaystyle a(\ell ,t)=\eta (\ell ){\frac {\beta (\ell ,t)}{\left[(\ell -1)^{n}-kt\right]^{m}}},} маємо {\displaystyle n=2,m=3/2}. На даний момент передбачення повних перерізів для асимптотичних значень енергії важко розрізнити, маючи теперішні експериментальні дані, оскільки не можна чітко розділити залежності, що передбачаються моделями в близькій області значень {\displaystyle s}, проте майбутні експерименти, зокрема на Великому адронному колайдері, мають виділити модель, яка дає найточніший опис росту перерізу розсіяння. Поки перевагу надають моделям диполя і триполя.

## Додатково
- Otto Nachtmann (2003). «Pomeron Physics and QCD». arXiv: hep-ph/0312279 [hep-ph].